# Dunlop (East Ayrshire)
Dunlop (gälisch: Dùn Lùib) ist eine Ortschaft im Nordwesten der schottischen Council Area East Ayrshire beziehungsweise in der traditionellen Grafschaft Ayrshire. Sie liegt rund zehn Kilometer nördlich von Kilmarnock und zwölf Kilometer südwestlich von Paisley am Glazert Burn.

## Geschichte
Unter König Malcolm III. fielen die Ländereien im 11. Jahrhundert an die Familie de Ross, welche die Festung auf Dunlop Hill nutzte. Ein zweiter Festungsbau auf dem Hügel entstand im frühen 14. Jahrhundert. Das Haus de Ross schlug sich in den 1330er Jahren auf die Seite Edward Balliols und verlor in der Folge seine Besitztümer. Um 1066 verkauften die de Ross Teile der Ländereien an den Clan Dunlop, der um diese Zeit am Standort seinen ersten Stammsitz errichtete. Im Laufe der Jahrhunderte folgten mehrere Neubauten, aus denen das heutige Dunlop House hervorging. Mit Aiket Castle befand sich historisch ein weiterer Wehrbau südwestlich von Dunlop.
Die Umgebung von Dunlop ist milchwirtschaftlich geprägt. Barbara Gilmour brachte aus Irland ein Verfahren zur Käseherstellung mit. Dieses wurde zunächst nur auf Höfen in der Region Dunlop angewandt. Im Laufe der Jahrzehnte erlangte der Dunlop genannte Käse überregionale Bekanntheit. Heute leben viele Pendler in Dunlop. Zu den lokal ansässigen Wirtschaftszweigen zählen Sägewerke, die Betonproduktion sowie die Herstellung von Viehfutter.

## Verkehr
Die A735 (Kilmarnock–Lugton) bildet die Hauptverkehrsstraße von Dunlop. Im Zentrum mündet die aus Beith kommende B706 ein. Sie bindet die Ortschaft an die A736 (Renfrew–Irvine) sowie die A737 (Irvine–Paisley) an. Bereits im 19. Jahrhundert erhielt Dunlop einen eigenen Bahnhof. Heute wird er von Zügen auf der Glasgow South Western Line bedient. Mit den Flughäfen Glasgow und Glasgow-Prestwick befinden sich zwei internationale Verkehrsflughäfen im Umkreis von 20 Kilometern.

## Sohn des Ortes
- James Hamilton, 1. Viscount Claneboye (1559–1644), Adliger